# Cantonul Thiberville
Cantonul Thiberville este un canton din arondismentul Bernay, departamentul Eure, regiunea Haute-Normandie, Franța.

## Comune
| Comune                    | Populație (1999) | Cod poștal | Cod INSEE |
| ------------------------- | ---------------- | ---------- | --------- |
| Barville                  | 61               | 27230      | 27042     |
| Bazoques                  | 136              | 27230      | 27046     |
| Boissy-Lamberville        | 276              | 27300      | 27079     |
| Bournainville-Faverolles  | 425              | 27230      | 27106     |
| La Chapelle-Hareng        | 79               | 27230      | 27149     |
| Drucourt                  | 614              | 27230      | 27207     |
| Duranville                | 173              | 27230      | 27208     |
| Le Favril                 | 145              | 27230      | 27237     |
| Folleville                | 173              | 27230      | 27248     |
| Fontaine-la-Louvet        | 284              | 27230      | 27252     |
| Giverville                | 270              | 27560      | 27286     |
| Heudreville-en-Lieuvin    | 106              | 27230      | 27334     |
| Piencourt                 | 147              | 27230      | 27455     |
| Les Places                | 55               | 27230      | 27459     |
| Le Planquay               | 123              | 27230      | 27462     |
| Saint-Aubin-de-Scellon    | 314              | 27230      | 27512     |
| Saint-Germain-la-Campagne | 748              | 27230      | 27547     |
| Saint-Mards-de-Fresne     | 317              | 27230      | 27564     |
| Saint-Vincent-du-Boulay   | 267              | 27230      | 27613     |
| Le Theil-Nolent           | 186              | 27230      | 27627     |
| Thiberville               | 1 537            | 27230      | 27629     |